# Сомянка (гмина)
Сомянка (пол. Somianka) — сельская гмина (волость) в Польше, входит как административная единица в Вышкувский повет, Мазовецкое воеводство. Население — 5542 человека (на 2004 год).

## Демография
| Перепись                       | Всего   | Всего | Женщины | Женщины | Мужчины | Мужчины |
| ------------------------------ | ------- | ----- | ------- | ------- | ------- | ------- |
| Единицы                        | человек | %     | человек | %       | человек | %       |
| Население                      | 5542    | 100   | 2752    | 49,7    | 2790    | 50,3    |
| Плотность населения (чел./км²) | 47,6    | 47,6  | 23,6    | 23,6    | 24      | 24      |

## Соседние гмины
1. Гмина Домбрувка
2. Гмина Жонсник
3. Гмина Сероцк
4. Гмина Вышкув
5. Гмина Заторы